# Medway (borough)
 For alternative betydninger, se Medway. (Se også artikler, som begynder med Medway)
Medway eller Medway Towns er et sammenhængende byområde og et selvstændigt forvaltningsområde (et 'unitary authority') i det ceremonielle grevskab Kent.
Medway ligger omkring 50 km sydøst for London. Kommunen består af byerne Rochester, Chatham, Gillingham og Strood samt nogle omkringliggende landsbyer. Fra Henry VIIIs tid og frem til 1984 havde Royal Navy værft i området - hvilket gjorde det til genstand for Slaget ved Medway under Den anden engelsk-hollandske krig 1664-67. 
Kommunen er opkaldt efter floden Medway. Indbyggertallet var i 2014 på 274.015..
I 1998 blev Medway et 'unitary authority' (en 'enhedslig myndighed'), som er uafhængig af det administrative grevskab Kent.